# Hermann Minkowski
Hermann Minkowski (22. červen 1864 Aleksotas – 12. leden 1909 Göttingen) byl matematik německo-polsko-židovského původu narozený v Kaunasu.
Proslul především rozpracováním tzv. geometrické teorie čísel, tj. převedením a vyřešením některých problémů z teorie čísel metodami klasické geometrie. Na jeho počest byl pojmenován Minkowského prostor – čtyřrozměrný prostor s časem jako jednou z dimenzí, ve kterém platí vztahy speciální teorie relativity – Lorentzovy transformace.
Během svého života postupně vyučoval v Bonnu, Královci, Curychu a Göttingenu. Zemřel ve věku 44 let na zánět slepého střeva. Pohřben je s bratrem v Berlíně-Westendu.